# Mehdi Sharifi
Mehdi Sharifi (in persiano مهدی شریفی‎; Esfahan, 16 agosto 1992) è un calciatore iraniano, attaccante del Fajr Sepasi.

## Carriera

### Club
Ha giocato nella prima divisione dei campionati iraniano ed azero.

### Nazionale
Ha giocato nelle nazionali giovanili iraniane Under-20 ed Under-23.
Tra il 2014 e il 2015 ha giocato tre partita con la nazionale maggiore iraniana.

## Palmarès

### Club

#### Competizioni nazionali
- Coppa dell'Iran: 2

Sepahan: 2012-2013
Persepolis: 2018-2019
- Campionato iraniano: 2

Sepahan: 2014-2015
Persepolis: 2018-2019